# لوري غالاغير
لوري غالاغير (بالإنجليزية: Laurie Gallagher)‏ هو لاعب كرة قدم أسترالية أسترالي، ولد في 11 يونيو 1924، وتوفي في 12 ديسمبر 2012.

## وصلات خارجية
- لوري غالاغير على موقع AustralianFootball.com (الإنجليزية)
- لوري غالاغير على موقع AFLtables.com (الإنجليزية)